# Йосип Букал
Йосип Букал (сербохорв. Josip Bukal, 15 листопада 1945 — 30 серпня 2016, Сараєво) — югославський футболіст, що грав на позиції нападника. По завершенні ігрової кар'єри — тренер. Виступав, зокрема, за клуби «Желєзнічар» та «Стандард» (Льєж), а також національну збірну Югославії. Чемпіон Югославії. 

## Клубна кар'єра
Букал народився в селищі Окешинець поблизу Іванич-Граду, де й отримав початкову освіту, після чого переїхав у Великі-Црлені (Сербія), де закінчив 5,6 та 7-й класи. У 15-річному віці переїхав до Сараєва.
Футбольний шлях Йосипа розпочався в в місцевій молодіжній команді «Желєзнічара». В одній з ігор молодіжного чемпіонату відзначився 10-ма голами, а в 1963 році дебютував за першу команду сараєвського клубу. У футболці «Желєзнічара» зіграв 290 матчів та відзначився 128-а голами. Таким чином, він став другим найкращим в історії клубу бомбардиром. Був гравцем «Желєзнічару» в 1972 році, коли команда виграла Чемпіонат Югославії. 
У 1973 році виїхав до Бельгії, де став гравцем льєжського «Стандарту». В новому клубі був серед найкращих голеодорів, відзначаючись забитим голом в середньому щонайменше у кожній третій грі чемпіонату. У команді виступав протягом трьох сезонів, а в Кубку УЄФА сезону 1973/74 років став 3-м найкращим бомбардиром турніру. У 1975 році разом з командою виграв Кубок бельгійської ліги. Проте Букал повернувся до Югославії, де відігравши ще один сезон за «Желєзнічар»,  у 1977 році завершив кар'єру футболіста. Був відомий серед уболівальників завдяки потужному удару. Під час своїх виступів у Бельгії, здійснив удар зі швидкістю 142 км/год.

## Виступи за збірну
Викликався також до національної збірної. Виступав також у юніорській та молодіжній збірних Югославії. 12 жовтня 1966 року дебютував у складі національної збірної Югославії у переможному (3:1) товариському поєдинку проти Ізраїлю. Йосим відзначився дублем у тому поєдинку. 4 червня 1969 року в поєдинку проти Фінляндії знову відзначився 2-а голами. Це ж досягнення він повторив і 14 жовтня 1970 року, у ворота Люксембургу. Разом зі збірною був учасником кваліфікаційних турнірів до Чемпіонату світу 1970 року та Чемпіонату Європи 1972 року. Востаннє двома голами у футболці югославської збірної відзначився 22 вересня 1971 року в товариському поєдинку проти Мексики. Востаннє в футболці національної збірної вийшов на поле 29 травня 1974 року в поєдинку проти Угорщини. Протягом кар'єри у національній команді, яка тривала 9 років, провів у формі головної команди країни 24 матчі, забивши 10 голів.

## Кар'єра тренера
Після завершення ігрової кар'єри працював у «Желєзнічарі». Тренував молодіжний склад, а в сезоні 1987/88 років був асистентом Благоє Братича. Також тренував «Слогу» з Кралєва.
Помер 30 серпня 2016 року на 71-му році життя у місті Сараєво. У нього залишилася дружина та діти.

## Титули й досягнення
- Чемпіон Югославії (1):

«Желєзнічар»: 1971–72
- Володар Кубка бельгійської ліги (1):

«Стандард» (Льєж): 1975